# Tor Odvar Moen
Tor Odvar Moen (født 14. januar 1965) er en norsk tidligere håndboldspiller og nuværende håndboldtræner. Han har siden sommeren 2018 været cheftræner i ungarske Siófok KC.